# Fageol Truck & Coach Company

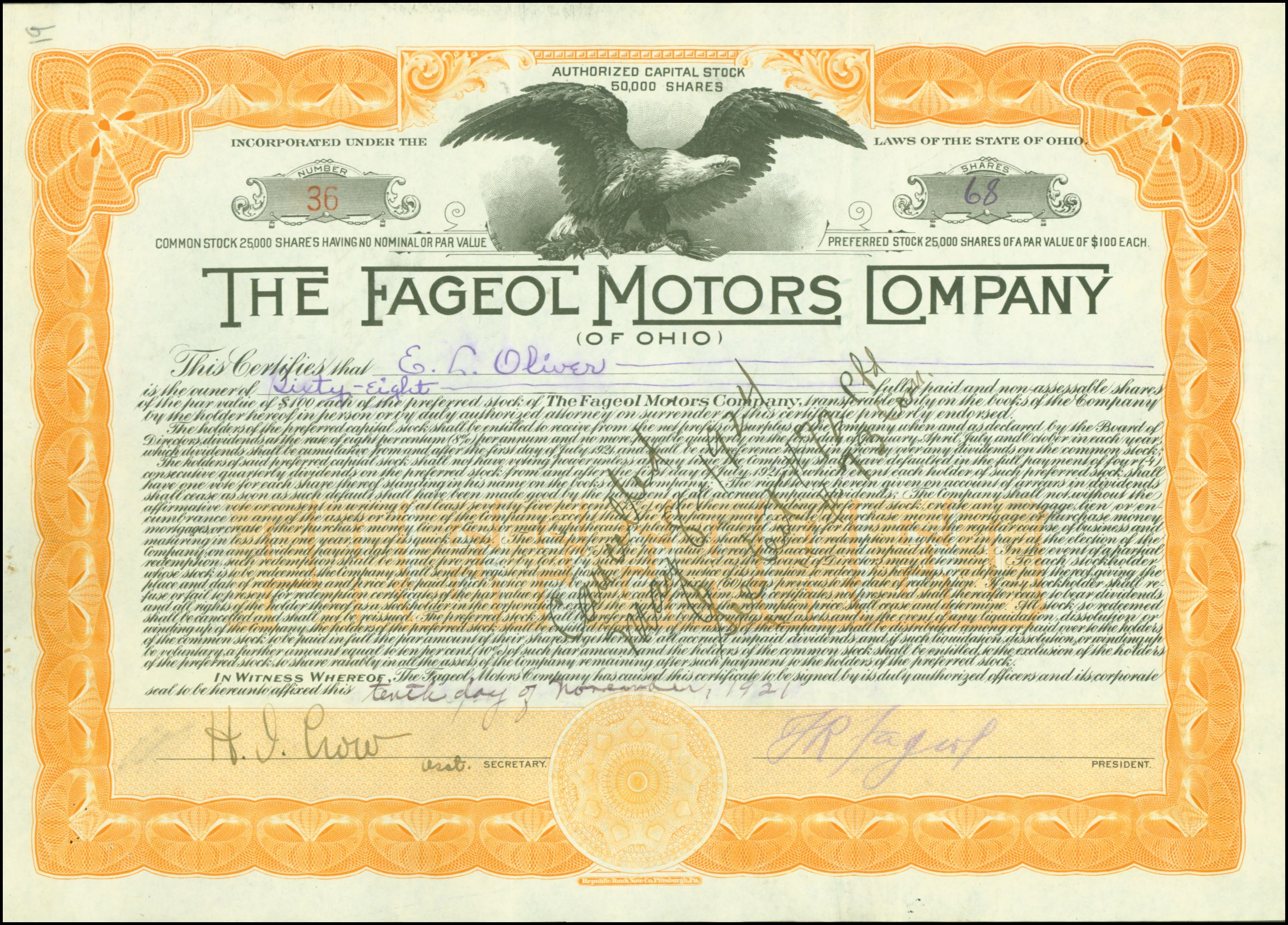
Aktie der Fageol Motors Company vom 10. November 1921

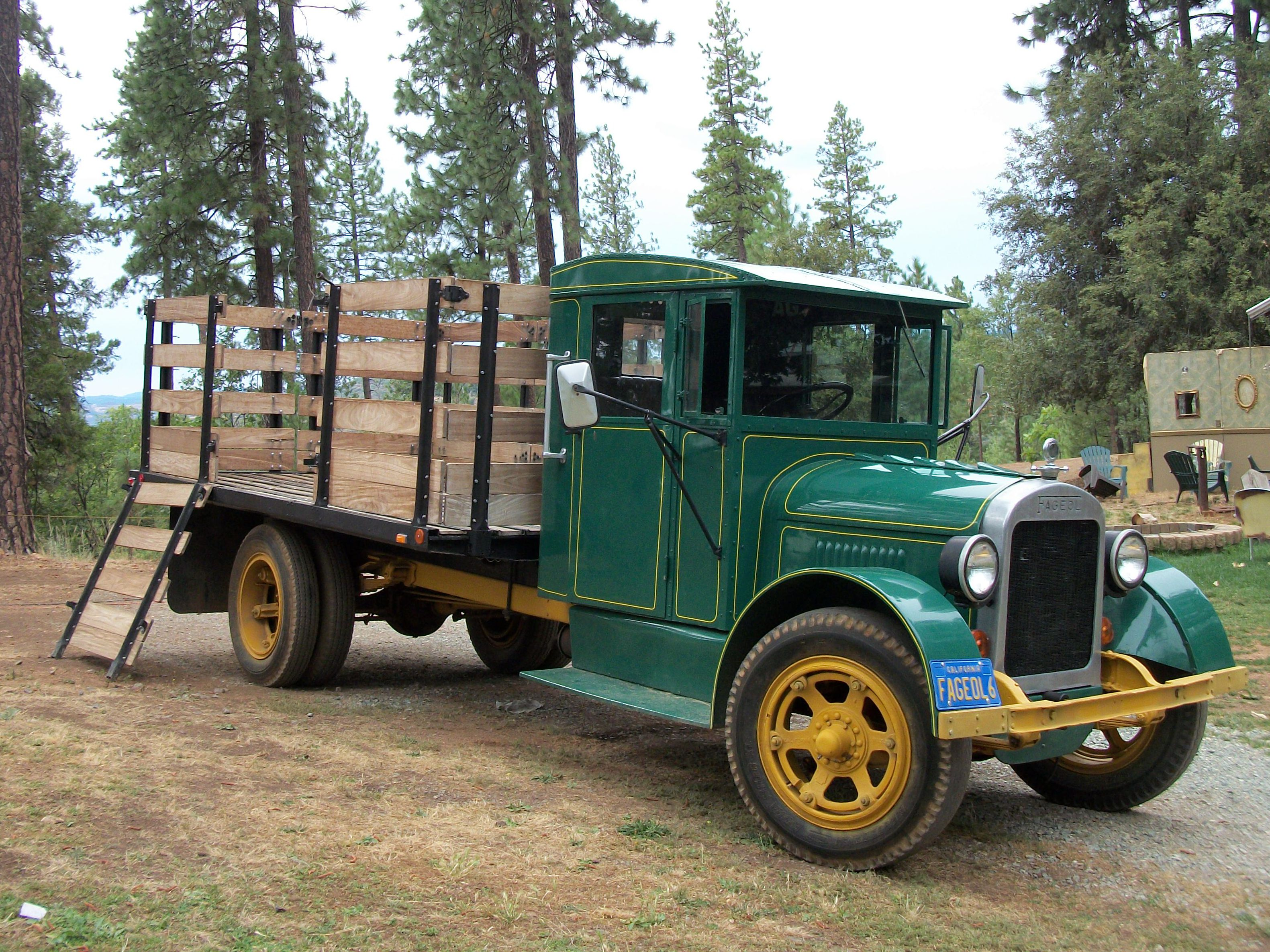
Lkw von 1932

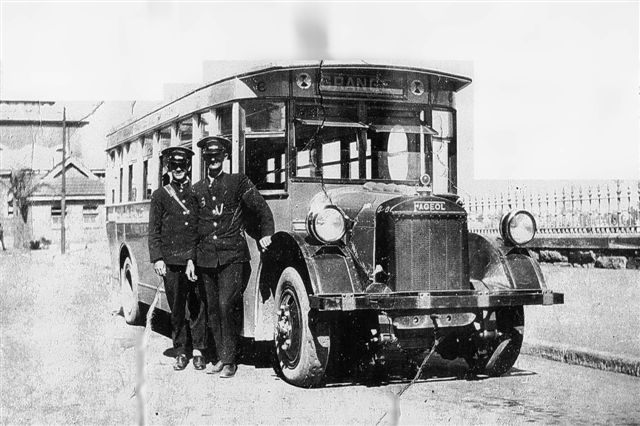
Bus

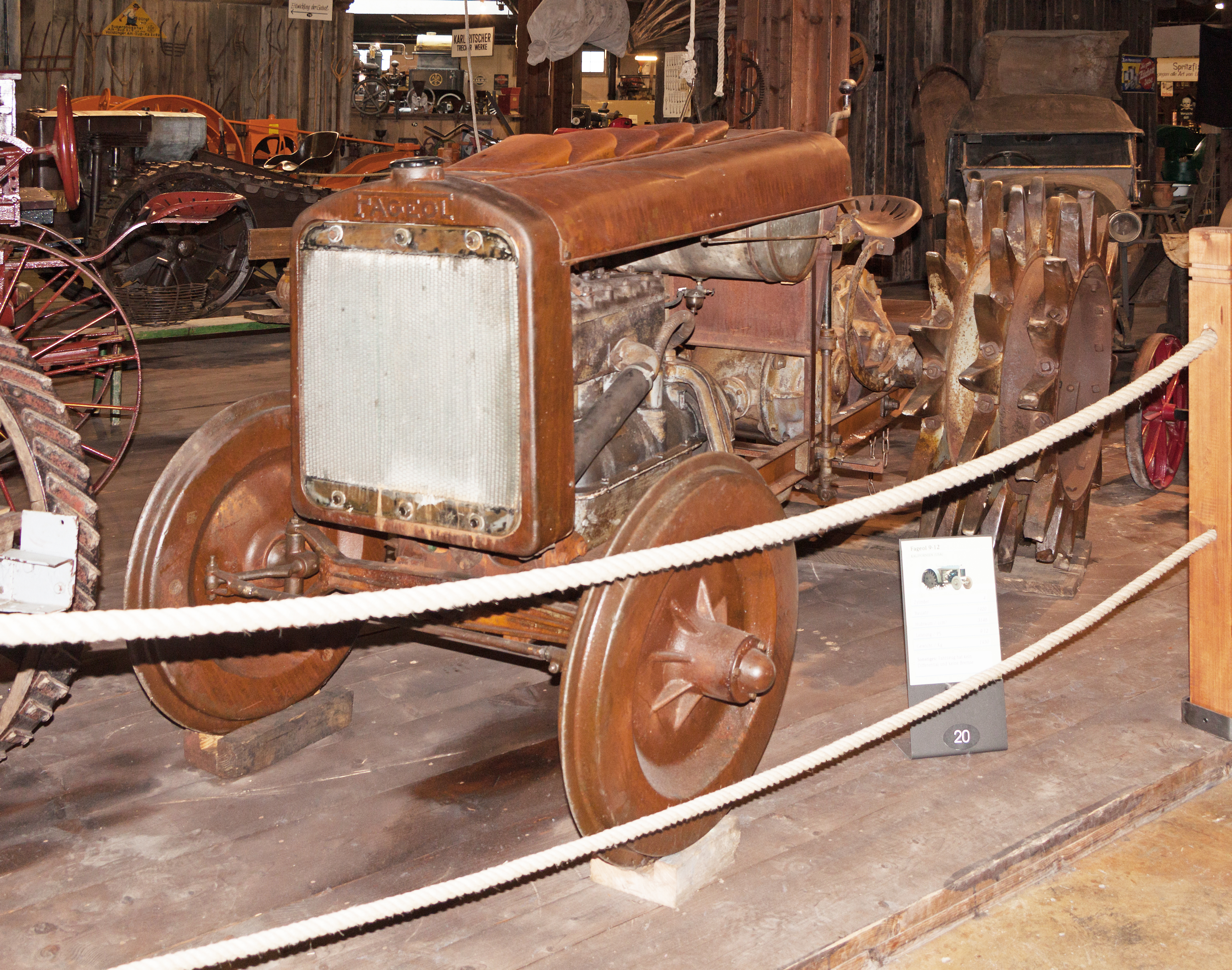
Traktor von 1920

Fageol Truck & Coach Company, vorher Fageol Motors Company, war ein US-amerikanischer Hersteller von Kraftfahrzeugen.

## Unternehmensgeschichte
Die Fageol Motors Company wurde im November 1916 gegründet. Beteiligt waren die Brüder Frank R. und William B. Fageol, Louis H. Bill, der früher die California Motor Company leitete, und Webb Jay, der vorher bei der Chautauqua Motor Company tätig war. Der Sitz war in Oakland in Kalifornien. Geplant war die Produktion von Lastkraftwagen, Traktoren und Personenkraftwagen. Tatsächlich entstanden hauptsächlich Lastwagen, bis in die 1920er Jahre Traktoren, später auch Omnibusse, sowie drei Pkw. Der Markenname lautete Fageol.
1932 erfolgte die Umfirmierung in Fageol Truck & Coach Company. 1939 endete die Produktion aus wirtschaftlichen Gründen. Hauptgläubiger war der Motorenlieferant Waukesha Engines. Sterling Division und Peterbilt übernahmen Baulizenzen. Twin Coach verwendete den Markennamen noch in den 1950er Jahren.

## Fahrzeuge
1917 stand der Pkw Six im Angebot. Er hatte einen Sechszylindermotor mit 127 mm Bohrung, 177,8 mm Hub und 13.513 cm³ Hubraum. Die Motorleistung war mit 125 PS angegeben. Das Fahrgestell hatte wahlweise 343 cm oder 368 cm Radstand, laut einer anderen Quelle 356 cm. Genannt sind die Aufbauten Tourenwagen und Speedster. Eine Höchstgeschwindigkeit von 128 km/h war garantiert. Der Preis für das Fahrgestell alleine betrug 9.500 US-Dollar, mit Aufbau 12.000 Dollar. Planungen beliefen sich auf 25 Fahrzeuge für das Jahr 1917. Bestellungen für 20 Fahrzeuge lagen schnell vor. Allerdings sorgte Materialknappheit aufgrund des Ersten Weltkriegs für erhebliche Probleme bei der Produktion. So entstanden nur zwei Fahrzeuge. Käufer waren Antonio S. de Bustamante Junior und William Andrews Clark Junior.
1921 fertigte das Unternehmen einen dritten Pkw für Louis Bill, den Leiter des Unternehmens. Dies war ein Speedster mit vier Sitzen. Der Achtzylindermotor stammte von der Rutenber Motor Company. Er trieb über ein selbst hergestelltes Siebenganggetriebe die Hinterachse an.
Die Lastwagen und Omnibusse hatten hohes Ansehen in den USA. Vier- und Sechszylindermotoren trieben sie an. 1932 kamen Dieselmotoren von Cummins Engine und Waukesha dazu.